# Jean-Félix du Marhallac'h
Jean-Félix du Marhallac'h (28 décembre 1772, Plonéour - 9 octobre 1858, Quimper), est un militaire et homme politique français, député du Finistère sous la Restauration.

## Biographie
Fils de Jacques-Charles du Marhallach, chef de ses noms et armes, et de Jeanne-Françoise Euzenou de Kersalaun, il suit la carrière des armes et était officier d'artillerie sous l'Ancien Régime. Il émigre en 1790 et sert dans l'Armée de Condé.
Sous l'Empire, il rentre en France devient maire de Plomelin (1806-1830) et membre du conseil général du Finistère, qu'il préside pendant plusieurs années sous la Restauration. 
Chevalier de l'ordre de Saint-Louis et de la Légion d'honneur au retour des Bourbons, conseiller de préfecture à Quimper le 27 décembre 1814, il est élu député du collège de département du Finistère le 22 août 1815. À la Chambre, il siège dans la majorité de la Chambre introuvable. Il obtient sa réélection le 4 octobre 1816, puis le 17 novembre 1827.
En 1828, il refuse une préfecture que lui offrait le ministère Martignac. Il soutient le cabinet Polignac contre les 221. 
Réélu le 23 juin 1830, il donne sa démission à la Révolution de Juillet. Il revient alors en Bretagne et ne se mêla plus à la vie politique.
Il est le père d'Auguste du Marhallac'h et le beau-père de l'amiral Pierre-Paul de La Grandière et de l'académicien Louis de Carné.

## Sources
- « Jean-Félix du Marhallac'h », dans Adolphe Robert et Gaston Cougny, Dictionnaire des parlementaires français, Edgar Bourloton, 1889-1891 [détail de l’édition]